# لی تنگ-هویی
لی تنگ-هویی (به انگلیسی: Lee Teng-hui) (به چینی: 李登輝) (زادهٔ ۱۵ ژانویهٔ ۱۹۲۳ – درگذشتهٔ ۳۰ ژوئیهٔ ۲۰۲۰) که گاهی به او پدر دمکراسی تایوان گفته می‌شود، یک سیاست‌مدار تایوانی بود. او از ۱۹۸۸ تا ۲۰۰۰ رئیس‌جمهور جمهوری چین و رئیس کومینتانگ بوده‌است. در دورهٔ تصدی لی تنگ-هویی پیشرفت‌های مهمی در زمینه اصلاحات دمکراتیک، از جمله انتخاب دوباره خود او در نخستین انتخابات ریاست جمهوری مستقیم تایوان در ۱۹۹۶ رخ دادند. او به عنوان نخستین شخص هاکا که به ریاست جمهوری جمهوری چین و ریاست کومین تانگ می‌رسید، جنبش بومی سازی تایوانی را ترویج کرد و یک سیاست خارجی پرخاشگرانه را برای جذب متحدین دیپلماتیک رهبری کرد. منتقدین، او را به خیانت به حزب تحت رهبری خود، پشتیبانی مخفیانه از استقلال تایوان، و درگیر بودن در فساد اقتصاد طلای سیاه متهم کردند.

## تحصیلات
لی تنگ-هویی دارای مدرک کارشناسی علوم کشاورزی از دانشگاه ملی تایوان، کارشناسی ارشد و دکترای اقتصاد کشاورزی از دانشگاه ایالتی آیووا و سپس کرنل بود.

## ریاست‌جمهوری
لی تنگ-هویی در نخستین انتخابات دموکراتیک در تایوان با اکثریت آرا برگزیده شد. او پس از رسیدن به ریاست‌جمهوری، مقررات اضطراری را لغو و زمینه ایجاد دموکراسی در آن سرزمین را فراهم آورد. استقرار دموکراسی، رشد سریع اقتصادی و فنی تایوان را در پی داشت.